# 达讷马里 (伊夫林省)
达讷马里（法語：Dannemarie，法語發音：[danmaʁi] ⓘ）是法国伊夫林省的一个市镇，属于芒特拉若利区。

## 地理
达讷马里（48°45'42"N, 1°36'25"E）面积3.44 平方千米，位于法国法蘭西島大區伊夫林省，该省份为法国北部内陆省份，北起瓦兹河谷省，西接厄尔省，西南接厄尔-卢瓦省，东南接埃松省，东临上塞纳省。
与达讷马里接壤的市镇（或旧市镇、城区）包括：布蒂尼-普鲁艾、布尔多内、莫莱特。
达讷马里的时区为UTC+01:00、UTC+02:00（夏令时）。

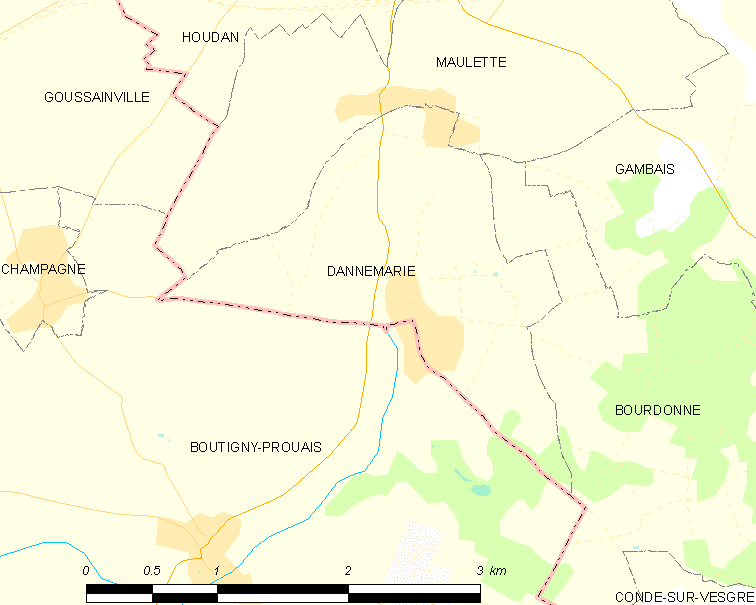
达讷马里的OSM定位图

## 行政
达讷马里的邮政编码为78550，INSEE市镇编码为78194。

## 政治
达讷马里所属的省级选区为塞纳河畔博尼耶尔县。

## 人口

1962-2008年间达讷马里人口变化图示

达讷马里于2022年1月1日时的人口数量为226人。